# Röteli

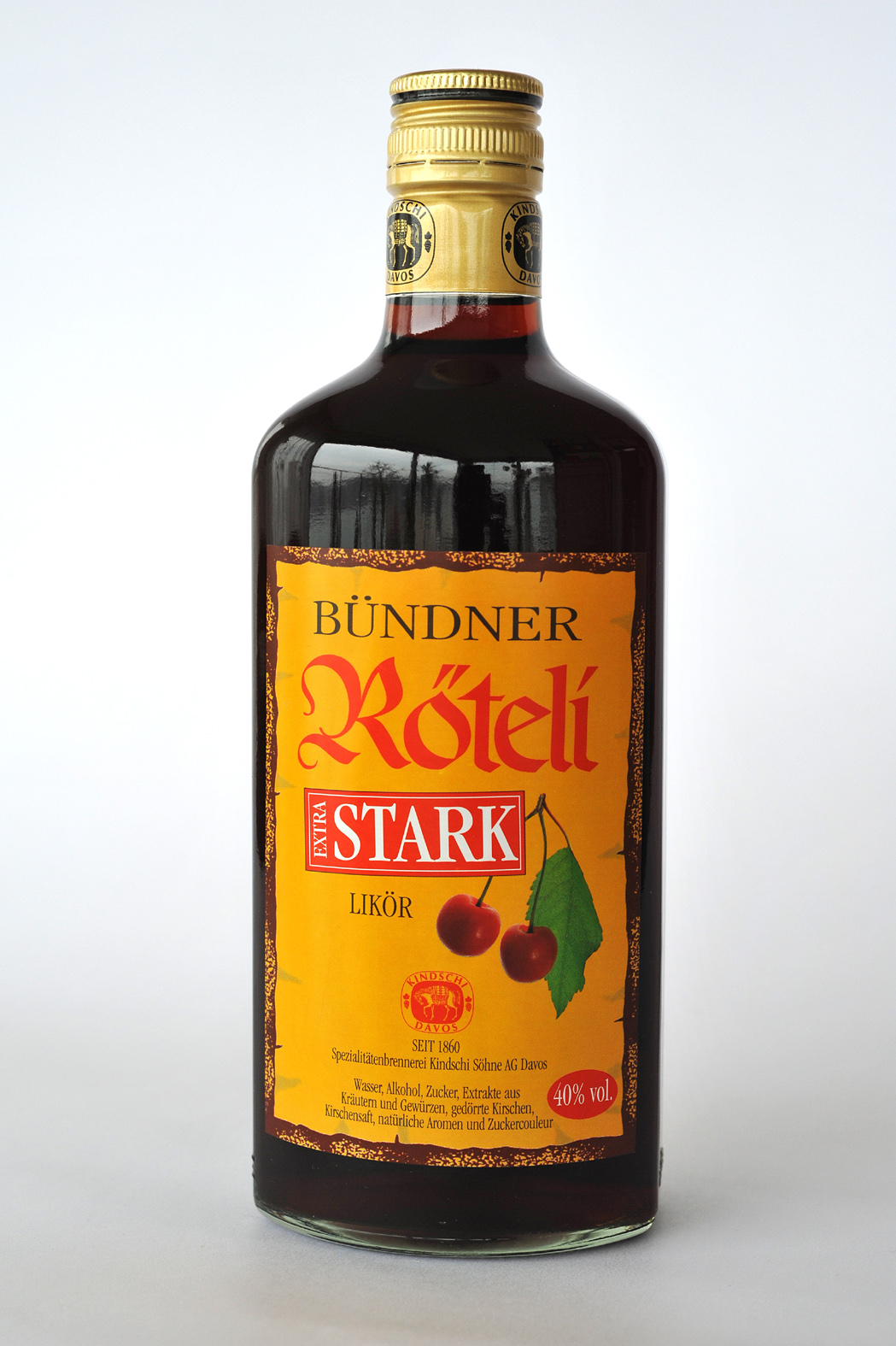
Bündner Röteli

Röteli ist eine Likörspezialität aus dem Schweizer Kanton Graubünden, die ihren Ursprung im 19. Jahrhundert oder möglicherweise noch früher hat.

## Herstellung
Die Herstellung von Röteli erfolgt durch Einlegen einer Gewürzmischung in Ethanol, Zuckersirup und Kirschsaft. Diese Mischung ist das Geheimnis des Geschmackes und unterscheidet sich lokal. Enthalten sind Zimt, Nelken, Vanille und andere Gewürze. Nach dem Abtrennen des Gewürzkuchens erhält man einen rotbraunen Likör mit rund 22 % (Volumenanteil) Alkohol.

## Tradition
Am Neujahrstag teilten die schulentlassenen Burschen untereinander das Dorf auf, jeder besuchte nun in seinem Teil alle Häuser und brachte Neujahrswünsche an. Bis zu Beginn des Hochamtes mussten sie ihre Pflicht beendet haben. Als Entgelt erhielten sie ein paar Rappen und ein Gläschen Röteli. Am Neujahrstag besuchten auch die Erwachsenen Pate und Patin und stiessen mit einem Gläschen Röteli oder Schnaps auf das neue Jahr an. Auch die Wirte zeigten sich von der besten Seite und spendierten ihren Stammgästen einen Umtrunk (in der Regel einen Röteli).
Speziell während der Wintermonate wird heute noch in Graubünden mit Freunden und Verwandten das Wiedersehen mit einem zanign (romanisch für «Gläschen») Röteli gefeiert. So findet sich in fast jedem einheimischen Haushalt eine grössere oder kleinere Flasche Röteli.